# Komjatice
Komjatice (in ungherese Komját) è un comune della Slovacchia facente parte del distretto di Nové Zámky, nella regione di Nitra.